# Antoni Benaiges i Nogués
Antoni Benaiges i Nogués   (Mont-roig del Camp, 26 de juny de 1903 - 25 de juliol de 1936 (>19 de juliol de 1936)) va ser un mestre català i divulgador del mètode Freinet, assassinat per milicians falangistes al començament de la Guerra Civil espanyola.

## Biografia
El 1934 Antoni Benaiges va ser destinat a l'escola de Bañuelos de Bureba, a la província de Burgos, on va impartir classes de primària utilitzant la impremta i altres tècniques del pedagog francès Célestin Freinet. Durant l'estiu del 1936 tenia previst viatjar amb el seu alumnat a visitar, per primer cop, el mar, però Benaiges va ser detingut a Briviesca, prop de Bañuelos, pocs dies després de produir-se el cop d'estat del 18 de juliol que va desencadenar la guerra civil. S'ha documentat la seva execució per elements de les milícies falangistes el 25 de juliol de 1936, essent pel que sembla enterrat en una fossa comuna a les muntanyes de la Pedraja, encara que no s'han pogut identificar les seves restes després de les exhumacions realitzades.
Benaiges procedia d'una família rural involucrada en el món de la pedagogia. La seva mare era neboda d'Agustí Sardà i Llaveria, il·lustre pedagog i polític republicà, i cosina germana de la pedagoga Mercè Sardà Uribarri. A més, dos germans de la mare estaven molt relacionats amb la Institución Libre de Enseñanza. La família materna també li va encomanar les idees de justícia social que promulgaven el republicanisme. El 1931, mentre feia de mestre al Grup Escolar Carmen Rojo de Madrid, es va afiliar a l'Agrupació Socialista. El 1934 va començar a militar de manera destacada a la Federació Estatal de Treballadors de l'Ensenyament de la UGT de Barcelona. Durant els dos anys que va exercir a Burgos, va col·laborar intensament amb l'Agrupació Republicana, va ser membre de la Casa del Poble de Briviesca i era un dels més destacats articulistes del setmanari d'esquerres La Voz de la Bureba. Arran del cop d'estat, la majoria d'articulistes van acabar a la fossa de la Pedraja.

### L'episodi del mar
La memòria d'Antoni Benaiges ha quedat associada a l'anècdota del propòsit d'aquest mestre de portar els seus alumnes, els infants de Bañuelos, a veure el mar. Van elaborar junts un quadern col·lectiu al gener de 1936 titulat El mar. Visión de unos niños que no lo han visto nunca, en què es podien llegir descripcions infantils com «El mar serà molt gran, molt ample i molt profund», o un simple «el mar serà...» Benaiges, va prometre als seus alumnes portar-los a Mont-roig del Camp, a casa de la seva família. 

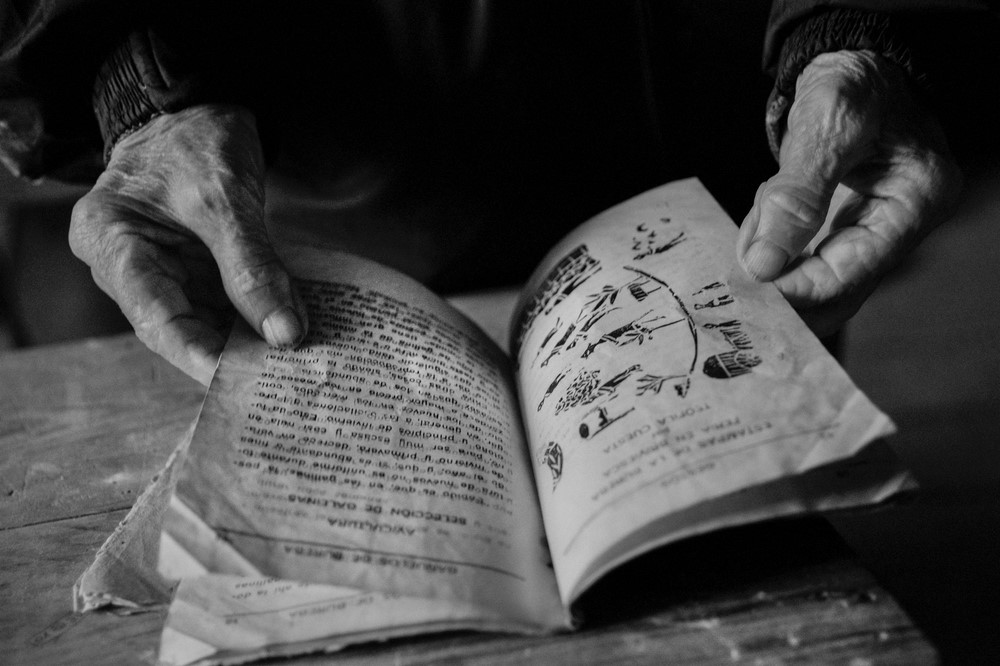
Les mans d'Eladio sostenen un quadern Gestos conservat amagat des de fa 75 anys.

El 20 de juliol de 1936 Bañuelos va rebre la visita de milícies de Falange Espanyola. Van anar directament a l'escola i mentre uns feien preguntes relacionades amb les amistats del mestre, altres amuntegaven davant de l'edifici allò que consideraven subversiu: llibres, material escolar, impremtes, treballs d'alumnes i la col·lecció dels quaderns que quedava com a arxiu que van reduir a cendres. Algú va poder salvar les redaccions manuscrites del foc i va amagar un parell d'exemplars dels quaderns que ara es conserven, si bé moltes famílies es van desfer dels seus exemplars per por a les represàlies. El testimoni d'aquella col·lecció de quaderns editats a l'escola de Bañuelos de Bureba es conserva a Mont-roig del Camp, a mans de la família Benaiges, que s'havia subscrit a la publicació i els rebia regularment.

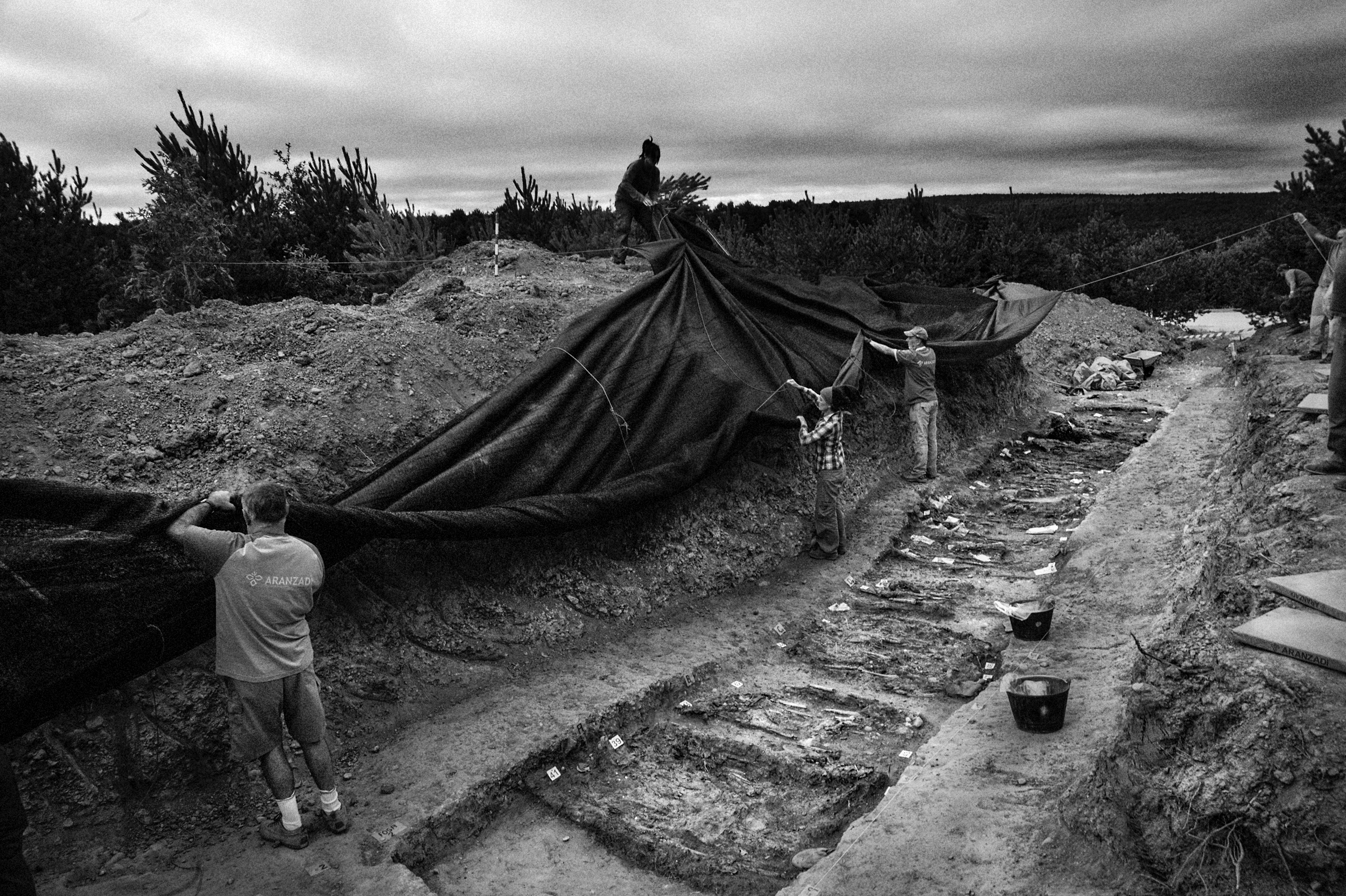
La fossa de la Pedraja

Al febrer de 2010, l'Agrupació de Familiars de les Persones Assassinades a les Muntanyes de la Pedraja va localitzar uns casquets de bala i restes humanes en una muntanya propera al municipi de Villafranca Montes d'Oca. Mesos després, a l'agost, la Societat de Ciències Aranzadi va exhumar aquella fossa comuna i va trobar les restes de 105 persones assassinades entre el juliol i l'octubre del 1936. L'octubre del 2011, es va localitzar una segona fossa que una vegada exhumada va fer augmentar el còmput de persones assassinades a 135. L'agost del 2010 un testimoni va dir a peu de fossa: «Aquí està enterrat el mestre del meu poble». Però dels 135 esquelets exhumats a les dues fosses, a causa del mal estat de les restes, a data d'avui, només han pogut ser identificats 25 individus, entre els quals no hi ha Benaiges.
El periodista Francesc Escribano, juntament amb Sergi Bernal, Queralt Solé i Francisco Ferrándiz, va escriure l'assaig Antoni Benaiges. El mestre que va prometre el mar, en què narra la història de Benaiges. Més endavant, Patrícia Font en va dirigir la pel·lícula, que es va estrenar el 2023.